# 星に願いを (Coccoの曲)
「星に願いを」（ほしにねがいを）は、日本の歌手Coccoの9枚目のシングルである。2000年7月26日発売。発売元はビクターエンタテインメント。

## 概要
- 前作から1ヶ月ぶりとなるシングル。

## 収録曲
（全作詞：こっこ／編曲：根岸孝旨）
1. 星に願いを(4:58)
  - 作曲：柴草玲
2. かがり火(4:10)
  - 作曲：こっこ

## 収録アルバム
星に願いを
- オリジナル『サングローズ』（2001年4月18日)
- ベスト『ベスト+裏ベスト+未発表曲集』（2001年9月5日)
- ベスト『ザ・ベスト盤』　(2011年8月15日)

かがり火
- オリジナル『ラプンツェル』（2000年6月14日)

## テレビ出演
星に願いを
- 2000年8月11日　テレビ朝日系「ミュージックステーション」

## 参加ミュージシャン
星に願いを
- Drums : 向山テツ
- Electric Bass, Electric Guitar, Chorus : 根岸孝旨
- Electric Guitar : 堀越信泰
- Electric Guitar : 白井良明
- Keyboard : 柴田俊文
- Programming : 梅崎俊春
- Violin : 武藤祐生

かがり火
- Drums : 向山テツ
- Electric Bass : 根岸孝旨
- Electric Guitar : 堀越信泰
- Electric Guitar : 長田進